# Thesium divaricatum
Thesium divaricatum là một loài thực vật có hoa trong họ Santalaceae. Loài này được Jan ex Mert. & W.D.J.Koch miêu tả khoa học đầu tiên năm 1826.